# Sabine Lange (Krankenschwester)
Sabine Lange (* 10. Juli 1936 in Berlin-Tempelhof; † 18. September 1998 in Thailand) war eine deutsche Krankenschwester im Tropeninstitut in West-Berlin.
Durch ihren Umgang mit den Patienten, insbesondere bei den teilweise anonymen Reihenuntersuchungen, gewann sie das Vertrauen schwuler Männer und erkannte als erste die Notwendigkeit einer Selbsthilfeorganisation, als HIV/AIDS Anfang der 1980er Jahre bekannt wurde. Durch ihre Initiative kam es im Herbst 1983 zur Gründung der Deutschen AIDS-Hilfe.

## Leben
Sabine Lange wurde als Tochter eines Arztes in Berlin-Tempelhof geboren, wo sie mit ihren Schwestern aufwuchs, die wie sie Krankenschwestern wurden. In den 1970er Jahren arbeitete Sabine Lange bei der Berliner „Landesimpfanstalt mit tropenmedizinischer Beratungsstelle“ (1984 zunächst in „Landesinstitut für Tropenmedizin“ und 1995 in „Institut für Tropenmedizin“ umbenannt und mittlerweile als „Institut für Tropenmedizin und Internationale Gesundheit Berlin“ in die Universitätsmedizin Berlin integriert) und bot unter anderem Beratung zum Thema Impfungen an. Zu ihren Klienten gehörten viele schwule Männer, die häufig reisten, z. B. in die USA – und nicht selten mit teilweise seltenen sexuell übertragbaren Krankheiten zurückkehrten, weshalb dieses ein Arbeitsschwerpunkt des Instituts wurde. Als 1982 Ulrich Bienzle an die Landesimpfanstalt kam, begann er bald mit Untersuchungen schwuler Männer auf Darmparasiten. Außerdem bot das Institut Untersuchungen auf Hepatitisinfektionen und Impfungen mit dem gerade erst entwickelten Impfstoff gegen Hepatitis B an. Bei der Aufklärung und Betreuung spielte Sabine Lange ebenfalls eine wichtige Rolle.
Kurz darauf erfuhr Bienzle von Kollegen von einer zunächst in den USA anscheinend nur bei Schwulen auftretenden Krankheit. Er wurde schnell zu einer der zentralen Personen in der deutschen AIDS-Forschung und -Prävention. Auch Sabine Lange wurde häufig auf die neue Krankheit angesprochen – oft von Ledermännern, die eine große Gruppe unter den USA-Touristen stellten. Angesichts des hohen Informationsbedarfs ging Lange schon früh als Ansprechpartnerin in Schwulenkneipen. Aufgrund ihres Drängens und nur von dem Unternehmer Bruno Gmünder unterstützt gründeten am 23. September 1983 einige schwule Männer sowohl aus der Leder- und Fetisch-Szene als auch aus der sich zur politisch linken Szene zählenden Schwulenbewegung die Deutsche AIDS-Hilfe. Sie wurde zusammen mit Thomas, dem Wirt der Bar Knolle, und dem Rechtsanwalt Stefan Reiß in deren ersten Vorstand gewählt.
Von Oktober 1986 bis Juni 1991 war Lange Mitarbeiterin des Bundesmodellprojekts Streetwork im Rahmen des Sofortprogramms der Bundesregierung zur Bekämpfung der HIV-Infektion.
Am 1. Oktober 1988 erhielt sie für ihren Einsatz den Verdienstorden des Landes Berlin.
1998 starb sie (zwei Tage nach ihrem Sohn) 62-jährig in Thailand an Krebs. Ihre Asche wurde am 26. Februar 1999 auf dem Städtischen Friedhof Eythstraße in Berlin bestattet.

## Ehrungen
- Ehrenmitglied der Deutschen AIDS-Hilfe
- 1988: Verdienstorden des Landes Berlin